# 1986 na televisão
Nesta página encontram-se os fatos, estreias e términos sobre televisão que aconteceram durante o ano de 1986.

## Eventos

### Brasil

#### Março
- 23 de março — É inaugurada a TV Pioneira, afiliada da Rede Bandeirantes em Teresina, Piauí.

#### Abril
- A Rede Globo estreia nova identidade visual.
- 21 de abril
  - É inaugurada a TV Globo Noroeste Paulista, emissora própria da Rede Globo em São José do Rio Preto, São Paulo.
  - Na Rede Globo, o Bom Dia Brasil ganha nova vinheta de abertura, grafismos e cenário.
  - Na Rede Globo, o Praça TV ganha novos grafismos.
  - Na Rede Globo, o Globo Esporte ganha nova vinheta de abertura e grafismos.
  - Na Rede Globo, o Jornal Hoje ganha nova vinheta de abertura, cenário e grafismos.
  - Na Rede Globo, o Jornal da Globo ganha nova vinheta de abertura, grafismos e cenário.

#### Maio
- 17 de maio — O SBT exibe a 33.ª edição do Miss Brasil.
- 26 de maio — Em sinal de luto pelo falecimento de Flávio Cavalcanti, o SBT tira a sua programação do ar, retornando apenas no dia seguinte, após o sepultamento do apresentador, às 16h10min (Horário de Brasília).
- 31 de maio — É inaugurada a TV Carimã, afiliada da TV Cultura em Cascavel, Paraná.
- 31 de maio–29 de junho — A Rede Globo, Rede Manchete, Rede Bandeirantes e um pool formado entre SBT e a TV Record realizam a cobertura da Copa do Mundo FIFA de 1986.

#### Julho
- 4 de julho — Na Rede Globo, o Corujão ganha novas vinhetas de abertura e grafismos.
- 13 de julho — É inaugurada a TV Independência, afiliada da Rede Manchete em Curitiba, Paraná.
- 14 de julho
  - É inaugurada a TVS Brasília, emissora própria do SBT em Brasília, Distrito Federal.
  - É inaugurada a TV Vale do Itajaí, afiliada da Rede Bandeirantes em Itajaí, Santa Catarina.

#### Novembro
- 15 de novembro — Durante as eleições estaduais na Bahia, o ministro das comunicações Antônio Carlos Magalhães agride e ameaça de morte o repórter da TV Itapoan, afiliada do SBT em Salvador, Antônio Fraga, que cobria o momento em que ele ia votar em sua seção eleitoral no Clube Bahiano de Tênis. A emissora repercutiu o fato através da sua programação, o que motivou sua retirada do ar até as 18h por decisão do Tribunal Regional Eleitoral da Bahia.[1]

#### Dezembro
- 28 de dezembro — A Rede Globo exibe a 1.ª edição do Criança Esperança, dentro do programa comemorativo dos 20 anos de Os Trapalhões.

### Estados Unidos

#### Outubro
- 9 de outubro — É fundada a Fox Broadcasting Company por Rupert Murdoch.

## Programas

### Brasil

#### Janeiro
- 3 de janeiro — Termina Jogo da Vida no Vale a Pena Ver de Novo na TV Globo.
- 6 de janeiro — Reestreia Feijão Maravilha no Vale a Pena Ver de Novo na Rede Globo.
- 10 de janeiro — Termina Tamanho Família na Rede Manchete.
- 20 de janeiro — Estreia Jornal da Noite na Rede Bandeirantes.
- 31 de janeiro — Termina Sítio do Picapau Amarelo na Rede Globo.

#### Fevereiro
7 de fevereiro
- Termina o programa Clube da Criança sob o comando de Xuxa Meneghel na Rede Manchete.
- 15 de fevereiro
  - Termina Soledade no SBT.
  - Termina Uma Esperança no Ar no SBT.
- 22 de fevereiro — Termina Roque Santeiro na Rede Globo.
- 24 de fevereiro
  - Estreia Selva de Pedra na Rede Globo.
  - Termina Coruja Colorida na Rede Globo.
- 28 de fevereiro — Termina O Direito de Nascer no SBT.

#### Março
- 3 de março
  - Estreia Lupu Limpim Clapla Topô na Rede Manchete.
  - Reestreia Soledade no SBT.
- 4 de março — Estreia Hebe no SBT.
- 7 de março — Termina Jerônimo no SBT.
- 8 de março — Termina Ti Ti Ti na Rede Globo.
- 10 de março
  - Reestreia Angelito no SBT.
  - Estreia Cambalacho na Rede Globo.
- 31 de março — Estreia Dona Beija na Rede Manchete.

#### Abril
- 4 de abril — Termina Feijão Maravilha no Vale a Pena Ver de Novo na Rede Globo.
- 7 de abril — Reestreia Paraíso no Vale a Pena Ver de Novo na Rede Globo.
- 18 de abril — Termina Caso Verdade na Rede Globo.
- 21 de abril — Estreia Tele Tema na Rede Globo.
- 25 de abril
  - Termina De Quina pra Lua na Rede Globo.
  - Estreia Chico & Caetano na Rede Globo.
- 28 de abril — Estreia Sinhá Moça na Rede Globo.

#### Maio
- 5 de maio — Estreia Anos Dourados na Rede Globo.
- 22 de maio — Termina Programa Flávio Cavalcanti no SBT.
- 30 de maio
  - Termina Angelito no SBT.
  - Termina Anos Dourados na Rede Globo.

#### Junho
- 19 de junho — Reestreia Vida Roubada no SBT.
- 27 de junho — Termina TV Mulher na Rede Globo.
- 28 de junho
  - Termina Balão Mágico na Rede Globo.
  - Termina Sessão Coruja na Rede Globo.
- 30 de junho
  - Estreia Xou da Xuxa na Rede Globo.
  - Estreia TV Fofão na Rede Bandeirantes.

#### Julho
- 4 de julho — Estreia Corujão na Rede Globo.
- 11 de julho — Termina Dona Beija na Rede Manchete.
- 14 de julho
  - Estreia Novo Amor na Rede Manchete.
  - Estreia Memórias de um Gigolô na Rede Globo.

#### Agosto
- 8 de agosto — Termina Memórias de um Gigolô na Rede Globo.
- 22 de agosto — Termina Selva de Pedra na Rede Globo.
- 25 de agosto — Estreia Roda de Fogo na Rede Globo.

#### Setembro
- 15 de setembro — Estreia Tudo ou Nada na Rede Manchete.
- 20 de setembro — Termina Novo Amor na Rede Manchete.
- 22 de setembro — Estreia Mania de Querer na Rede Manchete.
- 29 de setembro — Estreia Roda Viva na TV Cultura.
- 30 de setembro — Termina Vox Populi na TV Cultura.

#### Outubro
- 3 de outubro — Termina Soledade no SBT.
- 4 de outubro — Termina Cambalacho na Rede Globo.
- 6 de outubro
  - Reestreia Pecado de Amor no SBT.
  - Estreia Hipertensão na Rede Globo.
- 10 de outubro — Termina Paraíso no Vale a Pena Ver de Novo na Rede Globo.
- 13 de outubro — Reestreia Livre para Voar no Vale a Pena Ver de Novo na Rede Globo.

#### Novembro
- 14 de novembro — Termina Sinhá Moça na Rede Globo.
- 17 de novembro — Termina Pecado de Amor no SBT.
- 18 de novembro — Estreia Só Você no SBT.

#### Dezembro
- 6 de dezembro — Estreia Comando da Madrugada no SBT.
- 8 de dezembro — Estreia o bloco Romance da Tarde com Antônio Maria na Rede Manchete.
- 26 de dezembro — Termina Chico & Caetano na Rede Globo.
- 29 de dezembro
  - Estreia Uma Odisseia da Turma na Rede Globo.
  - Estreia Jornal da Cultura na TV Cultura.
- 30 de dezembro — A Rede Globo exibe o especial Roberto Carlos: Um Circo Chamado Brasil.

### Estados Unidos

#### Setembro
- 13 de setembro — Estreia Wildfire (no Brasil: Cavalo de Fogo) na CBS.

#### Dezembro
- 13 de dezembro — Termina Wildfire (no Brasil: Cavalo de Fogo) na CBS.

### Japão

#### Fevereiro
- 22 de fevereiro — Termina Dengeki Sentai Changeman (no Brasil: Esquadrão Relâmpago Chageman) na TV Asahi.

#### Março
- 1.º de março — Estreia Flashman (no Brasil: Comando Estelar Flashman) na TV Asahi.
- 24 de março — Termina Kyojuu Tokusou Jaspion (no Brasil: Jaspion) na TV Asahi.

#### Outubro
- 11 de outubro — Estreia Saint Seiya (no Brasil: Os Cavaleiros do Zodíaco) na TV Asahi.

## Nascimentos
| Data            | Nome                     | Profissão                             | Nacionalidade  | Observações | Ref |
| --------------- | ------------------------ | ------------------------------------- | -------------- | ----------- | --- |
| 5 de janeiro    | Deepika Padukone         | atriz                                 | Índia          |             |     |
| 7 de fevereiro  | Jonas Sulzbach           | ex-BBB e modelo                       | Brasil         |             |     |
| 15 de fevereiro | Amber Riley              | atriz e cantora                       | Estados Unidos |             |     |
| 17 de fevereiro | Bárbara Colen            | atriz                                 | Brasil         |             |     |
| 6 de março      | Lucy Alves               | cantora, atriz e multi-instrumentisra | Brasil         |             |     |
| 24 de março     | Nathalia Dill            | atriz                                 | Brasil         |             |     |
| 27 de março     | Emiliano D'Avila         | ator                                  | Brasil         |             |     |
| 3 de abril      | Amanda Bynes             | atriz e estilista                     | Estados Unidos |             |     |
| 20 de abril     | Brendha Haddad           | atriz                                 | Brasil         |             |     |
| 26 de abril     | Thomás Aquino            | ator                                  | Brasil         |             |     |
| 29 de abril     | Monique Alfradique       | atriz                                 | Brasil         |             |     |
| 30 de abril     | Dianna Agron             | atriz, roteirista e diretora          | Estados Unidos |             |     |
| 13 de maio      | Robert Pattinson         | ator, modelo e músico                 | Reino Unido    |             |     |
| 14 de maio      | Vivian Nagura            | atriz                                 | Brasil         |             |     |
| 3 de junho      | Woo Ji-hyun              | ator                                  | Coreia do Sul  |             |     |
| 13 de junho     | Mary-Kate e Ashley Olsen | atrizes e empresárias                 | Estados Unidos |             |     |
| 14 de junho     | Klebber Toledo           | ator, dublador e modelo               | Brasil         |             |     |
| 16 de junho     | Yuri Xavier              | ator                                  | Brasil         |             |     |
| 27 de junho     | Drake Bell               | ator, cantor e compositor             | Estados Unidos |             |     |
| 1 de julho      | Sonoya Mizuno            | atriz                                 | Reino Unido    |             |     |
| 13 de julho     | Mariane Oliva            | atriz                                 | Brasil         |             |     |
| 27 de julho     | Paulo Vilela             | ator                                  | Brasil         |             |     |
| 28 de agosto    | Armie Hammer             | ator                                  | Estados Unidos |             |     |
| 29 de agosto    | Lea Michele              | atriz e cantora                       | Estados Unidos |             |     |
| 12 de setembro  | Felipe Titto             | ator, apresentador e modelo           | Brasil         |             |     |
| 23 de setembro  | Titi Müller              | apresentadora                         | Brasil         |             |     |
| 21 de outubro   | Christopher Uckermann    | ator e cantor                         | México         |             |     |
| 10 de novembro  | Josh Peck                | ator, comediante e youtuber           | Estados Unidos |             |     |
| 25 de novembro  | Cole Escola              | comediante, ator, cantor e dramaturgo | Estados Unidos |             |     |
| 27 de novembro  | Jander Veeck             | ator                                  | Brasil         |             |     |
| 5 de dezembro   | Caio Paduan              | ator                                  | Brasil         |             |     |
| 19 de dezembro  | Renato Góes              | ator                                  | Brasil         |             |     |

## Mortes
| Data        | Nome              | Profissão                                               | Nacionalidade | Observações | Ref   |
| ----------- | ----------------- | ------------------------------------------------------- | ------------- | ----------- | ----- |
| 10 de março | Ray Milland       | ator                                                    | Reino Unido   | n. 1907     | [ 2 ] |
| 26 de maio  | Flávio Cavalcanti | jornalista, radialista, apresentador de TV e compositor | Brasil        | n. 1923     | [ 3 ] |